# Diego Cataño
Diego Cataño est un acteur mexicain, né le 5 juillet 1990 à Cuernavaca.

## Carrière
Diego Cataño est un acteur mexicain. Il est connu grâce à son rôle de La Quica dans la série télévisée Narcos.
En 2018, il joue dans le film Gringo'.

## Filmographie sélective

### Cinéma
- 2004 : Mexican Kids (Temporada de patos) de Fernando Eimbcke : Moko
- 2007 : La Zona, propriété privée (La zona) de Rodrigo Plá : El Vic
- 2008 : Lake Tahoe de Fernando Eimbcke : Juan
- 2008 : Desierto adentro de Rodrigo Plá : Aureliano à 16 ans
- 2012 : Savages d'Oliver Stone : Esteban
- 2012 : I Hate Love de Humberto Hinojosa Ozcariz : Caca
- 2015 : Desierto de Jonás Cuarón : Mechas
- 2015-2016 : Narcos de Chris Branca, Eric Newman : la Quica
- 2018 : Gringo de Nash Edgerton : Ronaldo Gonzalez